# Arquidiócesis de Kananga
La arquidiócesis de Kananga (en latín: Archidioecesis Kanangana y en francés: Archidiocèse de Kananga) es una circunscripción eclesiástica de la Iglesia católica en la República Democrática del Congo. Se trata de una arquidiócesis latina, sede metropolitana de la provincia eclesiástica de Kananga. Desde el 21 de diciembre de 2022 es sede vacante y su administrador apostólico es el obispo Félicien Ntambue Kasembe, de la Congregación del Inmaculado Corazón de María.

## Territorio y organización
La arquidiócesis tiene 33 000 km² y extiende su jurisdicción sobre los fieles católicos de rito latino residentes en los territorios de Demba, Dimbelenge, Dibaya y parte del de Kazumba de la provincia de Kasai Central.
La sede de la arquidiócesis se encuentra en la ciudad de Kananga, en donde se halla la Catedral de San José Mikalayi.
En 2021 en la arquidiócesis existían 60 parroquias.
La arquidiócesis tiene como sufragáneas a las diócesis de: Kabinda, Kole, Luebo, Luiza, Mbujimayi, Mweka, Tshilomba y Tshumbe.

## Historia
La misión sui iuris del Alto Kasai fue erigida por decreto de la Congregación de Propaganda Fide el 26 de julio de 1901, obteniendo el territorio del vicariato apostólico del Congo Independiente o Belga (hoy arquidiócesis de Kinsasa).
El 18 de marzo de 1904 fue elevada al rango de prefectura apostólica.
El 30 de junio de 1911 cedió una parte del territorio para la erección de la prefectura apostólica de Katanga Septentrional (hoy diócesis de Kongolo) mediante el decreto Ut in amplissimo de la Propaganda Fide.
El 13 de junio de 1917 la prefectura apostólica fue elevada a vicariato apostólico.
En marzo de 1921 cedió una parte de su territorio a la prefectura apostólica de Koango (hoy diócesis de Kikwit) mediante el breve In hac sublimi del papa Benedicto XV.
El 25 de mayo de 1936 cedió una porción de su territorio para la erección de la prefectura apostólica de Tshumbe (hoy diócesis de Tshumbe) mediante la bula Ad evangelici del papa Pío XI.
El 13 de abril de 1937 cedió otra porción de su territorio para la erección de la prefectura apostólica de Ipame (hoy diócesis de Idiofa) mediante la bula Quo uberiores del papa Pío XI.
El 10 de marzo de 1949 cambió su nombre por el de vicariato apostólico de Luluabourg.
El 24 de marzo de 1953 cedió una porción de su territorio para la erección del vicariato apostólico de Kabinda (hoy diócesis de Kabinda) y la prefectura apostólica de Mweka (hoy diócesis de Mweka).
El 25 de abril de 1959 cedió otra parte de su territorio para la erección del vicariato apostólico de Luebo (hoy diócesis de Luebo).
El 10 de noviembre de 1959 el vicariato apostólico fue elevado al rango de arquidiócesis metropolitana con la bula Cum parvulum del papa Juan XXIII.
El 22 de noviembre de 1963 cedió una porción de su territorio para la erección de la administración apostólica de Mbuji-Mayi (hoy diócesis de Mbujimayi). El 3 de mayo de 1966 mediante la bula Qui benignissimo del papa Pablo VI cedió otra porción de su territorio para la elevación de diócesis de la administración apostólica de Mbuji-Mayi.
El 26 de septiembre de 1967 cedió otra porción de su territorio para la erección de la diócesis de Luiza mediante la bula In Summo Pontificalis del papa Pablo VI.
El 14 de junio de 1972, siguiendo el decreto Cum Excellentissimus de la Congregación para la Evangelización de los Pueblos, cambió su nombre por el de arquidiócesis de Kananga.
El 24 de agosto de 1972, en virtud del decreto Quo facilius de la Congregación para la Evangelización de los Pueblos, se amplió incluyendo la misión de Dibinga, que pertenecía a la diócesis de Mweka.

## Estadísticas
Según el Anuario Pontificio 2021 la arquidiócesis tenía a fines de 2021 un total de 2 531 995 fieles bautizados.
| Año                                                                             | Población            | Población | Población      | Sacerdotes | Sacerdotes    | Sacerdotes    | Bautizados por sacerdote | Diáconos permanentes | Religiosos | Religiosos | Parroquias |
| Año                                                                             | Bautizados católicos | Total     | % de católicos | Total      | Clero secular | Clero regular | Bautizados por sacerdote | Diáconos permanentes | Varones    | Mujeres    | Parroquias |
| ------------------------------------------------------------------------------- | -------------------- | --------- | -------------- | ---------- | ------------- | ------------- | ------------------------ | -------------------- | ---------- | ---------- | ---------- |
| 1950                                                                            | 386 558              | 1 500 000 | 25.8           | 181        | 26            | 155           | 2135                     |                      | 48         | 225        |            |
| 1970                                                                            | 526 520              | 1 059 943 | 49.7           | 182        | 8             | 174           | 2892                     |                      | 214        | 215        | 13         |
| 1980                                                                            | 578 000              | 1 186 000 | 48.7           | 88         | 23            | 65            | 6568                     |                      | 92         | 170        | 16         |
| 1990                                                                            | 726 000              | 1 453 000 | 50.0           | 125        | 83            | 42            | 5808                     |                      | 87         | 235        | 22         |
| 1999                                                                            | 1 001 000            | 2 001 000 | 50.0           | 125        | 98            | 27            | 8008                     |                      | 72         | 276        | 48         |
| 2000                                                                            | 1 250 000            | 2 100 000 | 59.5           | 130        | 105           | 25            | 9615                     |                      | 77         | 280        | 48         |
| 2001                                                                            | 1 320 000            | 2 200 000 | 60.0           | 129        | 103           | 26            | 10 232                   |                      | 76         | 286        | 49         |
| 2002                                                                            | 1 320 000            | 2 200 000 | 60.0           | 116        | 98            | 18            | 11 379                   |                      | 56         | 256        | 51         |
| 2003                                                                            | 1 331 000            | 2 200 000 | 60.5           | 118        | 95            | 23            | 11 279                   |                      | 59         | 212        | 51         |
| 2004                                                                            | 1 335 000            | 2 200 000 | 60.7           | 117        | 93            | 24            | 11 410                   |                      | 62         | 262        | 53         |
| 2006                                                                            | 1 397 000            | 2 320 000 | 60.2           | 129        | 98            | 31            | 10 829                   |                      | 74         | 293        | 54         |
| 2011                                                                            | 1 895 000            | 2 769 000 | 68.4           | 183        | 136           | 47            | 10 355                   |                      | 95         | 510        | 62         |
| 2013                                                                            | 2 001 000            | 2 924 000 | 68.4           | 190        | 147           | 43            | 10 531                   |                      | 113        | 541        | 64         |
| 2016                                                                            | 2 160 000            | 3 156 000 | 68.4           | 190        | 153           | 37            | 11 368                   |                      | 105        | 573        | 70         |
| 2019                                                                            | 2 373 000            | 3 979 000 | 59.6           | 196        | 159           | 37            | 12 107                   |                      | 105        | 573        | 70         |
| 2021                                                                            | 2 531 995            | 4 245 600 | 59.6           | 152        | 114           | 38            | 16 657                   |                      | 103        | 309        | 60         |
| Fuente: Catholic-Hierarchy, que a su vez toma los datos del Anuario Pontificio. |                      |           |                |            |               |               |                          |                      |            |            |            |

## Episcopologio
- Émeri Cambier, C.I.C.M. † (20 de agosto de 1901[2]-1918 falleció)
- Auguste Declercq, C.I.C.M. † (24 de agosto de 1918-29 de octubre de 1938 falleció)
- Louis-Georges-Firmin Demol, C.I.C.M. † (29 de octubre de 1938 por sucesión-22 de abril de 1948 renunció)
- Bernard Mels, C.I.C.M. † (10 de marzo de 1949-26 de septiembre de 1967 nombrado arzobispo a título personal de Luiza)
- Martin-Léonard Bakole wa Ilunga † (26 de septiembre de 1967-3 de marzo de 1997 retirado)
- Godefroid Mukeng'a Kalond, C.I.C.M. (3 de marzo de 1997-3 de mayo de 2006 retirado)
- Marcel Madila Basanguka (9 de diciembre de 2006-21 de diciembre de 2022 renunció)
  - Félicien Ntambue Kasembe, C.I.C.M., desde el 21 de diciembre de 2022 (administrador apostólico)